# Førstestatsråd

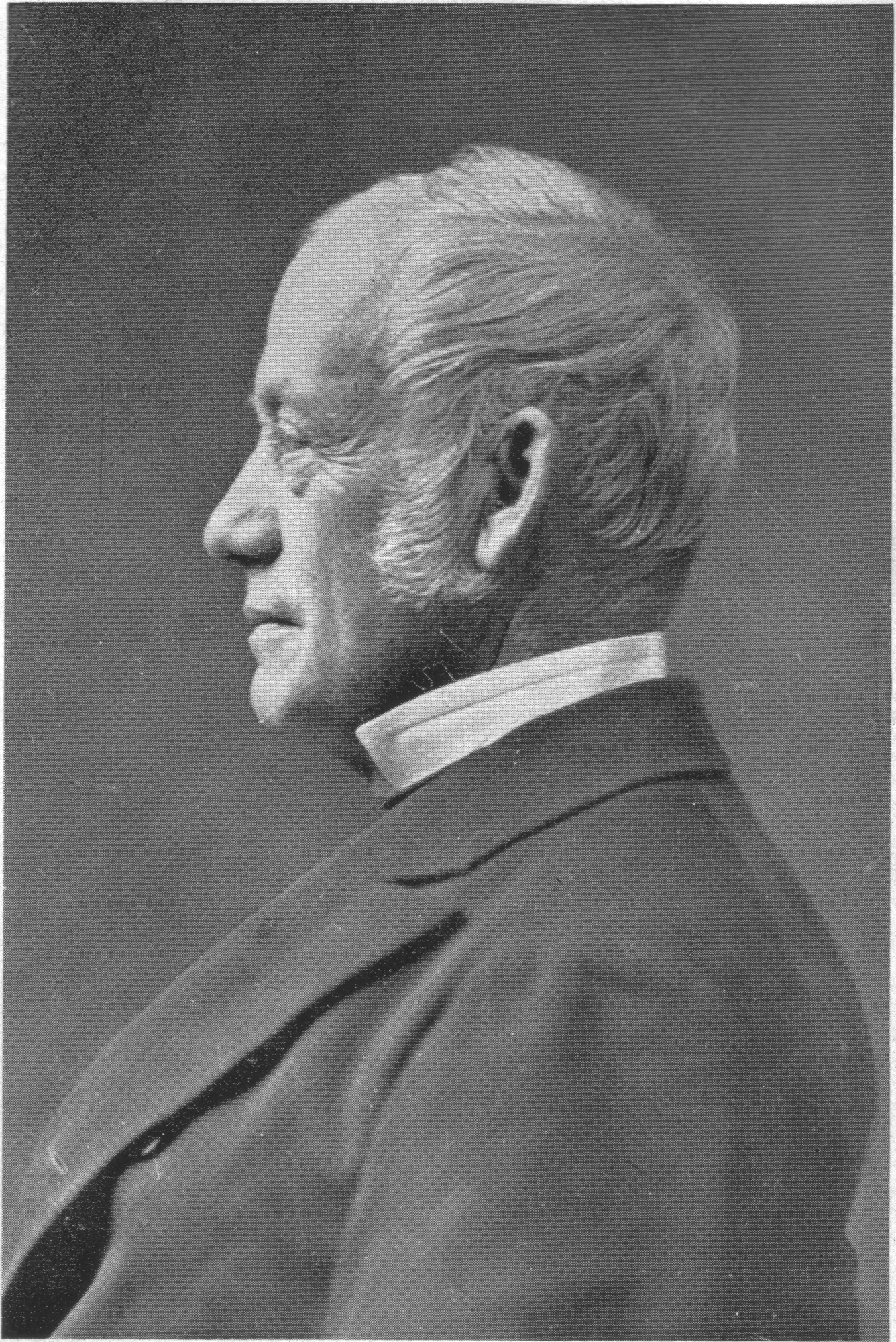
Frederik Stang, norsk regeringschef i Kristiania (nuvarande Oslo), först som førstestatsråd och sedan som statsminister.

Førstestatsråd, svenska förstestatsråd, var en halvofficiell beteckning på den ledande ministern vid den norska statsrådsavdelningen i Kristiania från 1814 fram till 1873. Det norska statsrådet leddes formellt av riksståthållaren, men när någon sådan inte fanns utsedd fungerade i praktiken förstestatsrådet som norsk regeringschef.

## Statsrådsavdelningen i Kristiania
Efter att unionen med Sverige trätt i kraft 1814 delades den norska statsrådet i två avdelningar, en avdelning i Kristiania och en i Stockholm. I Norges grundlag, paragraf 15, föreskrevs det: "Hos Kongen forbliver stedse, under hans Ophold i Sverige, den ene Statsminister og tvende af Statsraadets Medlemmer, hvilke sidste aarligen omskifte." Vidare stadgade Riksakten om att sammansatt statsråd skulle hållas när frågor som rörde bägge rikena behandlades i norskt eller svenskt statsråd.
Ordförande för statsrådsavdelningen i Kristiania var  riksståthållaren. Statsrådsavdelningen i Stockholm leddes av Norges statsminister som under kungens ledning deltog i konselj eller sammansatt statsråd. Statsrådsavdelningen i Norge kunde också ledas av kronprinsen när denne utsågs till Norges vicekung, men ämbetet som vicekung var endast sporadiskt tillsatt. När kungen själv var närvarande och höll konselj på plats i Kristiania, trädde både vicekung och riksståthållare tillbaka från sina ordförandeförordningar. När varken monarken, någon vicekung eller riksståthållare fanns närvarande leddes statsrådet i Kristiania av försteministern som ordförande.
Till förstestatsråd utsågs vavligtvis den till tjänsteår äldsta statsrådet, och det skedde ingen speciell utnämning till funktionen förrän med Frederik Stang 1861. Efter långvarigt norskt missnöje avskaffades 1873 riksståthållareämbetet som norsk regeringschef, och en ny post som ordförande för statsrådet inrättades med titeln Norges statsminister. I samband med detta ändrades också titeln för ledaren av Stockholmsavdelningen till Norges statsminister i Stockholm.
Fredrik Stang blev den 21 juli 1873 den förste som utnämndes till det nyupprättade ämbetet och efter detta föll beteckningen förstestatsråd ur bruk.

## Lista över förstestatsråd
- Frederik Gottschalk von Haxthausen (1814-20 augusti 1814)
- Marcus Gjøe Rosenkrantz[1] (11 november 1814-31 januari 1815)
- Mathias Otto Leth Sommerhielm (31 januari 1815-1 juli 1822), då utnämnd till statsminister i Stockholm
- Jonas Collett (1 juli 1822- 19 september 1836)
- Thomas Fasting (19 september 1836-17 oktober 1839), var vid Stockholmsavdelningen till november 1836
- Nicolai Johan Lohmann Krog (17 oktober 1839-5 januari 1855)
- Jørgen Herman Vogt (5 januari 1855-4 december 1858)
- Hans Christian Petersen (4 december 1858-12 december 1861,
- Frederik Stang (17 december 1861-21 juli 1873), då utnämnd till statsminister i Kristiania